# Episodi di Innamorati pazzi (seconda stagione)
La seconda stagione della serie televisiva Innamorati pazzi è stata trasmessa negli Stati Uniti dal 16 settembre 1993 al 19 maggio 1994 dalla NBC. 
In Italia la stagione è andata in onda dal 16 dicembre 1998 al 25 gennaio 1999 su Italia 1, il canale del gruppo Mediaset.
| nº | Titolo originale             | Titolo italiano                       | Prima TV USA      | Prima TV Italia  |
| -- | ---------------------------- | ------------------------------------- | ----------------- | ---------------- |
| 1  | Murray's Tale                | Meglio cani che geni                  | 16 settembre 1993 | 16 dicembre 1998 |
| 2  | Bing, Bang, Boom             | Amore impossibile                     | 23 settembre 1993 | 17 dicembre 1998 |
| 3  | Bedfellows                   | Storie di letto                       | 30 settembre 1993 | 18 dicembre 1998 |
| 4  | Married to the Job           | Addio al lavoro                       | 7 ottobre 1993    | 21 dicembre 1998 |
| 5  | So I Married a Hair Murderer | Ho sposato una parrucchiera folle     | 14 ottobre 1993   | 22 dicembre 1998 |
| 6  | The Unplanned Child          | Babysitter per forza                  | 28 ottobre 1993   | 23 dicembre 1998 |
| 7  | Natural History              | Il museo del destino                  | 4 novembre 1993   | 24 dicembre 1998 |
| 8  | Surprise                     | Festa a sorpresa                      | 11 novembre 1993  | 25 dicembre 1998 |
| 9  | A Pair of Hearts             | L'hotel dei cuori spezzati            | 18 novembre 1993  | 28 dicembre 1998 |
| 10 | It's a Wrap                  | Un taglio doloroso                    | 2 dicembre 1993   | 29 dicembre 1998 |
| 11 | Edna Returns                 | Segreti inconfessabili                | 9 dicembre 1993   | 30 dicembre 1998 |
| 12 | Paul Is Dead                 | Paul è morto                          | 6 gennaio 1994    | 31 dicembre 1998 |
| 13 | Same Time Next Week          | Settimana prossima, stessa ora        | 13 gennaio 1994   | 1 gennaio 1999   |
| 14 | The Late Show                | Una bugia tira l'altra                | 27 gennaio 1994   | 4 gennaio 1999   |
| 15 | Virtual Reality              | Realtà virtuale                       | 3 febbraio 1994   | 7 gennaio 1999   |
| 16 | Cold Feet                    | Pattini galeotti                      | 10 febbraio 1994  | 8 gennaio 1999   |
| 17 | Instant Karma                | Tutta colpa della camicia             | 14 febbraio 1994  | 11 gennaio 1999  |
| 18 | The Tape                     | Eravamo giovani/Scambi pericolosi     | 24 febbraio 1994  | 12 gennaio 1999  |
| 19 | Love Letters                 | Lettere d'amore                       | 10 marzo 1994     | 14 gennaio 1999  |
| 20 | The Last Scampi              | Menù a rischio                        | 7 aprile 1994     | 15 gennaio 1999  |
| 21 | Disorientation               | Il primo giorno di scuola             | 28 aprile 1994    | 18 gennaio 1999  |
| 22 | Storms We Cannot Weather     | Libero come il vento                  | 5 maggio 1994     | 19 gennaio 1999  |
| 23 | Up All Night                 | Notte in bianco                       | 12 maggio 1994    | 21 gennaio 1999  |
| 24 | With this Ring... (1)        | Anniversario di matrimonio - I parte  | 19 maggio 1994    | 22 gennaio 1999  |
| 25 | With this Ring... (2)        | Anniversario di matrimonio - II parte | 19 maggio 1994    | 25 gennaio 1999  |